# Detlef Olaidotter
Detlef Olaidotter (* 29. Dezember 1957 in Lüneburg) ist ein ehemaliger deutscher Fußballspieler. Der gelernte Maurer absolvierte 22 Spiele in der Bundesliga für den SV Waldhof Mannheim und kam zudem in 223 Partien in der 2. Bundesliga und 9 DFB Pokalspiele zum Einsatz.

## Laufbahn
Olaidotter spielte zunächst beim Hagener SV (Lüneburg), ehe er über den Lüneburger SK 1979 zum VfL Osnabrück in die 2. Bundesliga Nord kam. Dort debütierte er am 1. Spieltag der Spielzeit 1979/80, als er beim 2:0-Erfolg über SV Arminia Hannover am 28. Juli in der Startelf stand. Sein erstes Profitor gelang dem Stürmer bei der 1:4-Niederlage gegen DSC Wanne-Eickel am 9. August desselben Jahres, als ihm in der 54. Spielminute der Ehrentreffer für den VfL gelang. An der Seite von Horst Feilzer konnte er sich als Stammspieler etablieren.
1983 wechselte Olaidotter zum SV Waldhof Mannheim in die Bundesliga. Hier schaffte er es nicht, sich als Stammspieler zu etablieren und kam fast ausschließlich als Einwechselspieler zum Einsatz. Sein erstes Erstligator erzielte er am 24. März 1984 beim 1:1-Unentschieden gegen Eintracht Frankfurt. Nach drei Kurzeinsätzen zu Beginn der Spielzeit 1984/85 verließ er die 1. Bundesliga und wechselte zurück in die 2. Bundesliga. Neuer Arbeitgeber wurden die Stuttgarter Kickers. Nach Anlaufschwierigkeiten im ersten Jahr konnte er sich in seiner zweiten Spielzeit als Stammkraft neben Andreas Merkle im Stuttgarter Sturm etablieren. Mit zwölf Saisontoren gelang ihm ein persönlicher Spitzenwert. In der folgenden Spielzeit konnte er jedoch nicht an die starken Leistungen anknüpfen und fand sich erneut im Schicksal des Einwechselspielers wieder. In der Aufstiegssaison 1987/88 kam er nur noch zu zwei Kurzeinsätzen und musste seine Karriere nach einem Kreuzbandriss beenden.
Olaidotter spielte im DFB-Pokalfinale 1987.
Nach seinem Karriereende übernahm Olaidotter den Trainerposten beim Amateurklub SpVgg Renningen, den er vier Jahre lang betreute. Seit 1996 arbeitet er als Sportlehrer an der Kindersportschule Kornwestheim. In der Spielzeit 2005/06 übernahm er beim Kreisligisten ESG Kornwestheim die Trainingsarbeit. Nach einem Engagement bei der zweiten Mannschaft des VfB Neckarrems trainierte er ab der Saison 2012/13 die Mannschaft des FC Marbach, mit der er in die Landesliga Württemberg aufstieg. Im Dezember 2013 gab er sein Amt auf. Er trainierte von Januar 2014 bis zur Saison 2016/17 die Mannschaft des SpVgg 07 Ludwigsburg. Von 2017 bis 2023 war er bei den Sf Höfen-Baach als Trainer tätig.
Detlef Olaidotter leitet die von ihm gegründete „Nachwuchsakademie Olaidotter DFB-Fußball-Lehrer“ in Kornwestheim. Diese Akademie bietet Kindern von 6–14 Jahren ein Fördertraining nach neuesten sport- und trainingswissenschaftlichen Erkenntnissen und in einem pädagogischen Rahmen, der sowohl Unter- als auch Überforderung verhindert, an.